# Chasmanthe aethiopica

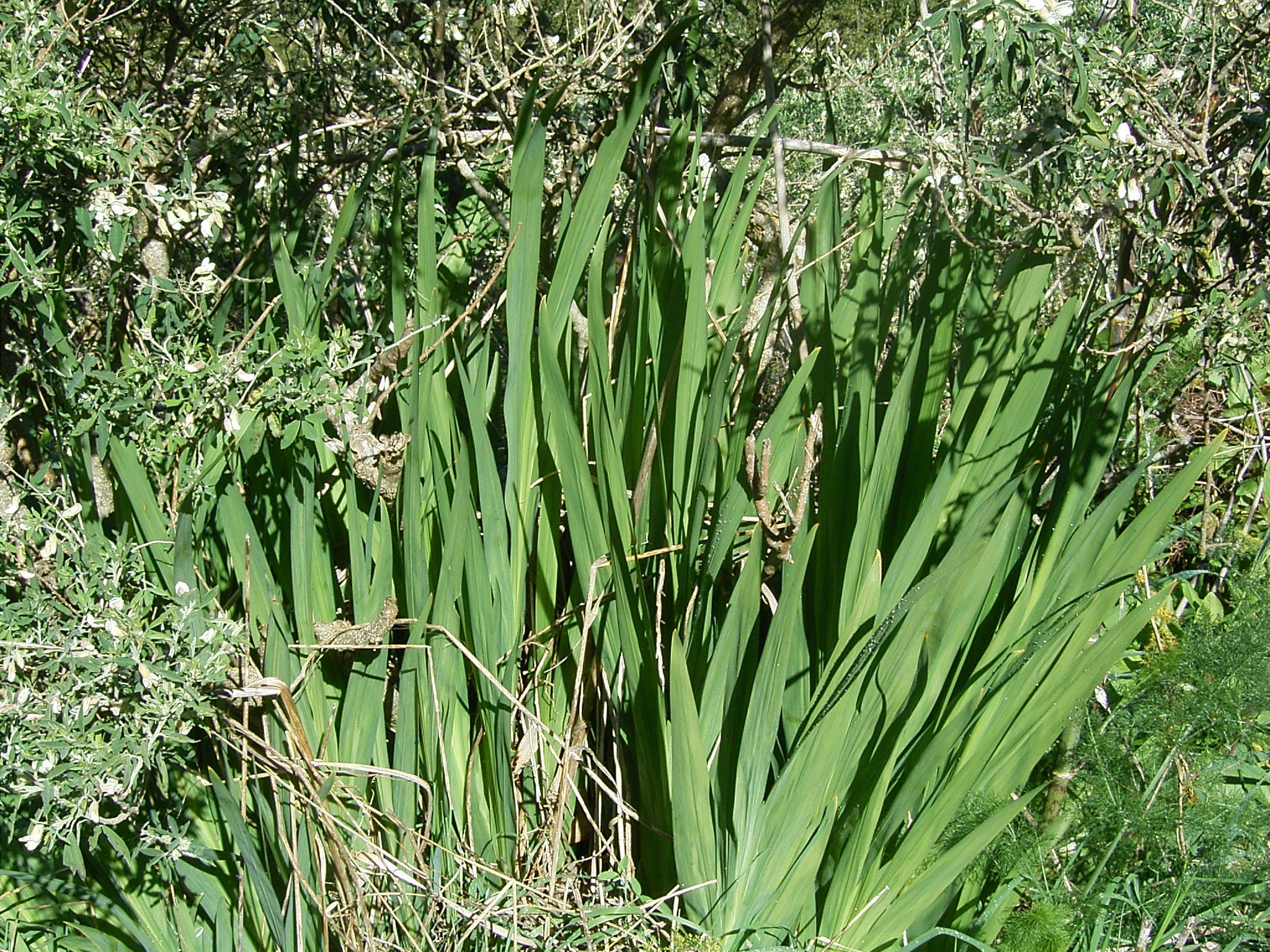
Vista de la planta

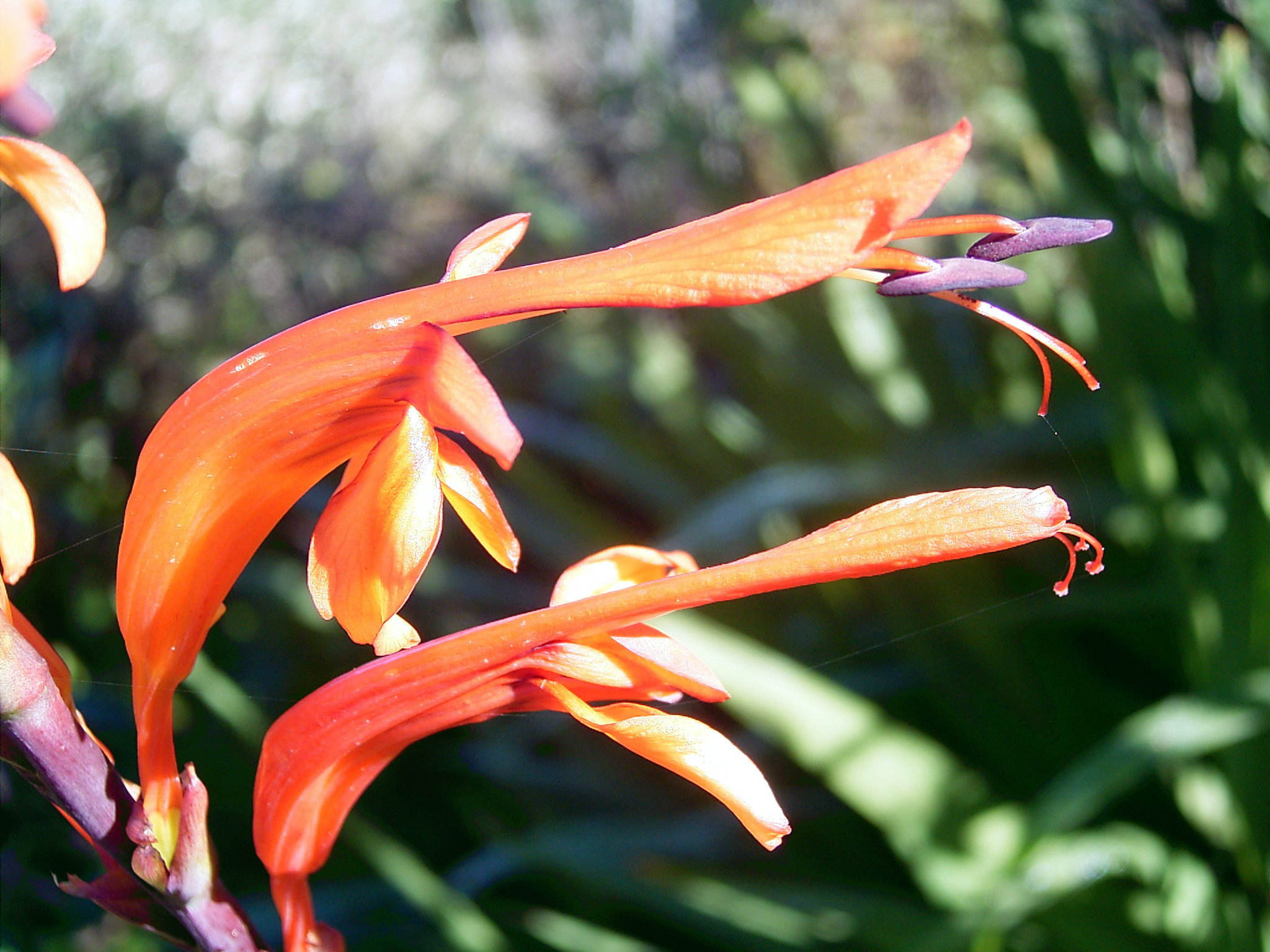
Detall de la flor

Chasmanthe aethiopica és una espècie herbàcia i perenne de la família de les Iridàcies. És una planta ornamental d'origen sud-africà.
És una planta bulbosa que pot trobar-se naturalitzada als marges d'algunes carreteres, tenint caràcter invasor. Es diferencia per les seves espigues unilaterals, normalment simples i erectes. Les flors són zigomorfes i tenen un periant de color vermell i groc, format per sis peces que s'uneixen formant un tub basal d'uns 2-3 cm de longitud i lliures a la part superior, sent un d'ells més gran.
Ch. aethiopica és una planta bulbosa que pot trobar-se naturalitzada als marges d'algunes carreteres, tenint caràcter invasor. Es diferencia per les seves espigues unilaterals, normalment simples i erectes. Les flors són zigomorfes i tenen un periant de color vermell i groc, format per sis peces que s'uneixen formant un tub basal d'uns 2-3 cm de longitud i lliures a la part superior, sent un d'ells més gran.